# Eugen Gauß

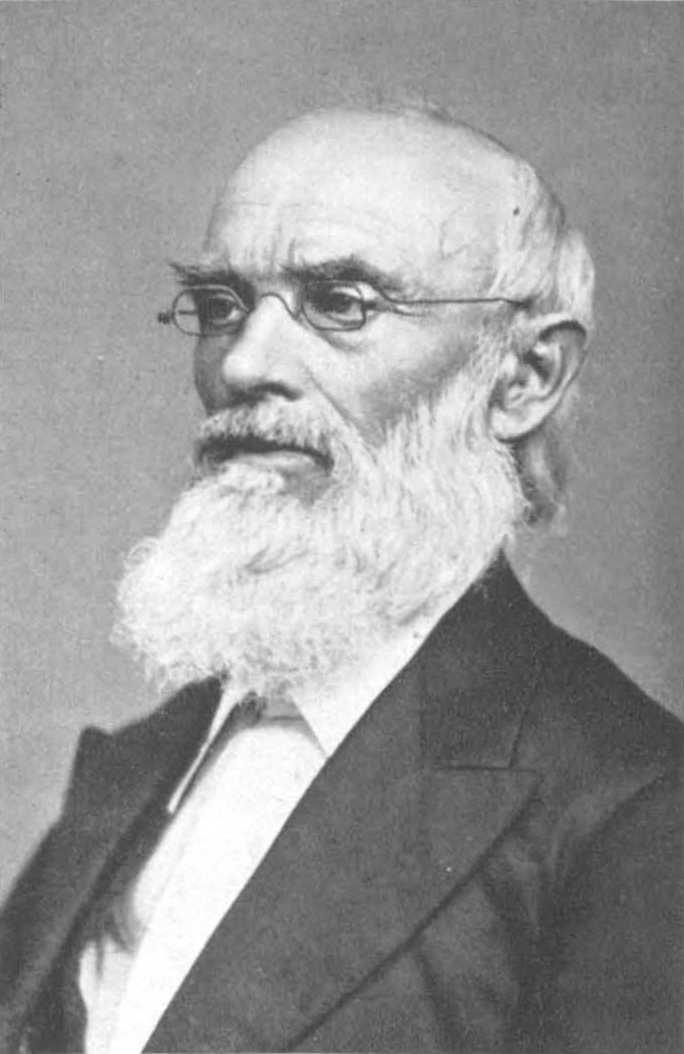
Eugen Gauß.

Eugen Gauß, amerikanisch Eugene Gauss (* 29. Juli 1811 in Göttingen; † 4. Juli 1896 bei Columbia, Missouri), war ein deutschamerikanischer Unternehmer und Bankier. Er war ein Sohn von Carl Friedrich Gauß und emigrierte als Student in die USA.  Nach einem Jahrzehnt als Soldat und Pelzhändler gründete er in Saint Charles ein erfolgreiches Unternehmen und wurde zum ersten Präsidenten der First National Bank in Saint Charles.

## Leben

### Herkunft
Peter Samuel Marius Eugenius Gauß wurde am 29. Juli 1811 in Göttingen geboren. Er war das vierte Kind des Mathematikers und Astronomen Carl Friedrich Gauß und das erste Kind aus dessen zweiter Ehe mit Minna Waldeck, der Tochter des Professors der Rechtswissenschaften Johann Peter Waldeck und dessen Frau Charlotte Wyneken.
In erster Ehe war Carl Friedrich Gauß von 1805 bis 1809 mit Johanna Osthoff (1780–1809), der Tochter eines Weißgerbermeisters, verheiratet. Aus der Ehe gingen die Kinder Joseph, Minna und ein im Säuglingsalter verstorbener Sohn hervor. Joseph war fünf und Minna dreieinhalb Jahre älter als Eugen. Nach ihm wurden zwei Geschwister geboren, 1813 der zwei Jahre jüngere Wilhelm und 1816 die fünf Jahre jüngere Therese. Die Familie bewohnte in Göttingen das erste Stockwerk eines großen Fachwerkhauses in der Kurzen Straße 15, bevor sie im Oktober 1816 in die neuerbaute Göttinger Sternwarte umzog, deren Leiter Gauß war.
Nach der Geburt ihrer drei Kinder begann Gauß’ Frau Minna ab 1818 zu kränkeln. Sie war an Schwindsucht erkrankt, und es begann für sie eine schreckliche Leidenszeit bis zu ihrem Tod 1831. Die lange Krankheit der Hausfrau führte zu einer häuslichen Belastung, unter der Gauß und die gesamte Familie litten. Die jüngeren Söhne Eugen und Wilhelm Gauß und die jüngste Tochter Therese entbehrten in den entscheidenden Jahren ihrer Jugend die Geborgenheit eines sicheren und fürsorglichen Zuhauses. Der Mangel an mütterlicher Zuwendung führte dazu, dass Eugen und sein jüngerer Bruder Wilhelm eine problematische Entwicklung nahmen. Der Gauß-Forscher Theo Gerardy urteilt über die Kinder von Gauß und Minna:
„An den Kindern läßt sich das unterschiedliche seelische Erbe der Mütter ablesen. Josef und Minna, die Kinder Johannas, sind warmherzige, unkomplizierte und lebenstüchtige Naturen. Die Kinder Minnas haben neben vielen Vorzügen auch deutliche Merkmale der mütterlichen Unausgeglichenheit. Eugen ist leichtsinnig, heftig und ungezügelt; Wilhelm ist leicht gekränkt, unüberlegt und uneinsichtig; Therese wirkt eigenartig, verschlossen und exaltiert.“
| - Kurze Straße 15, Göttingen. | - Blick von Norden auf die Sternwarte Göttingen. In dem rechten Flügel wohnte Gauß mit seiner Familie. |

### Gymnasium

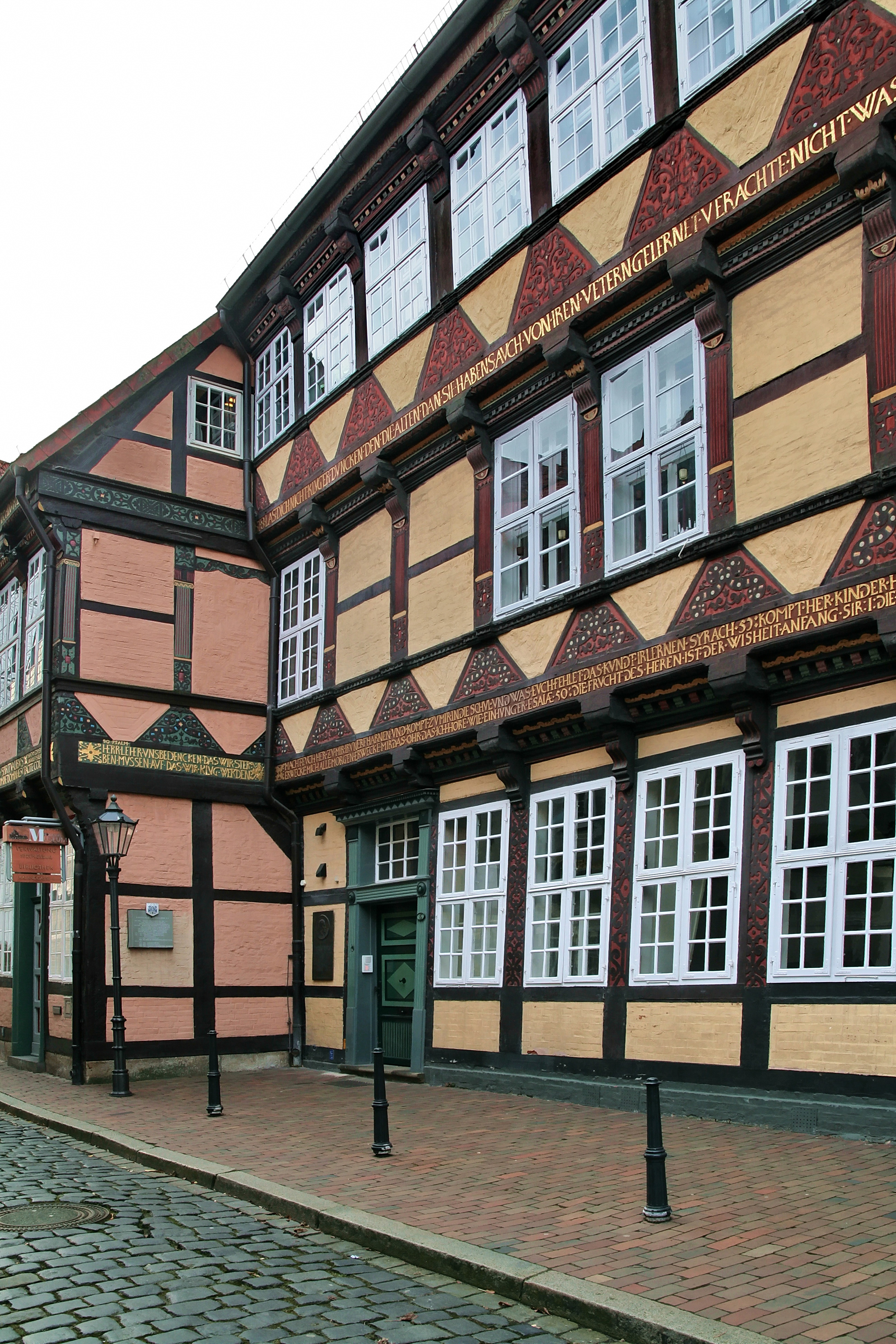
Lateinschule Celle.

Bis zu seinem 14. Lebensjahr erhielt Eugen Privatunterricht. 1826 gab Gauß seinen Sohn auf das humanistische Gymnasium in Celle in die Obhut des Direktors Ludwig Hüpeden. Eugen lebte in der Familie des Direktors, der sich bemühte, ihm die Heimstatt zu ersetzen und ihm eine gute Bildung und Erziehung angedeihen zu lassen. Hüpeden zeigte sich in seinen Briefen an Gauß mit Eugens guten Schulleistungen zufrieden, bemängelte aber die „Unordentlichkeit“ seines Zöglings. 1827 schrieb Eugens Mutter an ihren Mann: „Eugen seine Baselei und Unordnung ist sehr arg, und herzlich will ich wünschen, daß Deine Ermahnungen und Verweise helfen mögen.“
Eugen litt in der fremden Umgebung und unter der strengen Erziehung fern vom Elternhaus und wurde durch ständige Hiobsmeldungen über die Krankheit seiner Mutter immer wieder beunruhigt. Hüpeden schrieb an Gauß: „[Eugens] Gemüth [wurde] bei den körperlichen Leiden seiner Mutter zu sehr angeregt und in Spannung und Sorge erhalten“. Anders als in seinen Briefen an Gauß fällte Hüpeden in der Schulmatrikel ein sehr negatives Urteil über Eugens Charakter. Als unangenehme Eigenschaften konstatierte er Rechthaberei, Selbstsucht, Anmaßung und Kälte, die ihn „sehr unliebenswürdig“ machten. Insbesondere beklagte sich Hüpeden über mangelnde Anhänglichkeit und Herzlichkeit gegen ihn und seine Familie. 1828 gab Gauß auch seinen jüngsten Sohn Wilhelm auf das Celler Gymnasium. Nach dreijähriger Schulzeit legte Eugen 1829 die Reifeprüfung ab, sein Bruder Wilhelm verließ nach nur einem Jahr ebenfalls die Schule, um die Laufbahn eines Ökonomen einzuschlagen.

### Studium
Eugen war der talentierteste der Gauß-Söhne und wie sein Vater mathematisch und philologisch begabt, wurde jedoch von ihm in dieser Hinsicht nicht gefördert. Obwohl Eugen dem Studium der Philologie zuneigte, drängte ihn der Vater zum Studium der Rechtswissenschaften. In seinem Alter erzählte Eugen, sein Vater habe nicht gewollt, dass sich einer seiner Söhne in der Mathematik betätigte, weil er befürchtete, seine Söhne könnten nicht sein eigenes hohes Niveau erreichen.
Eugen schrieb sich im Sommersemester 1829 an der Georg-August-Universität in Göttingen ein. Nach dem eingezogenen Leben in Celle ergab sich Eugen einem lockeren Studentenleben und stürzte sich in Schulden, für die sein Vater aufkommen musste. Vater Gauß, der sich als Student nur seinem Studium gewidmet hatte und nun ein hochangesehenes Mitglied der bürgerlichen Gesellschaft war, und seine Frau, die in einem Professorenhaushalt groß geworden war, konnten nicht das geringste Verständnis für einen jungen Mann in seiner Entwicklung aufbringen, im Gegenteil, sie glaubten die Familienehre in den Schmutz gezogen und konnten daher dem „mißratenen“ Sohn nicht mit Güte und Nachsicht begegnen.
Nach heftigen Auseinandersetzungen mit seinem Vater im August 1830 beschloss Eugen nach Amerika auszuwandern. Er ergriff die Flucht von zu Hause, sein Vater reiste hinterher, brachte ihn nach Bremen zu Christian Focke, dem Schwiegersohn seines Freundes Wilhelm Olbers, und stattete ihn mit einem Kreditbrief aus, der ihm den ersten Anfang in den USA erleichtern sollte. Die mehrwöchige Wartezeit auf das nächste Schiff in die USA überbrückte Eugen bei Focke mit der Aufbesserung seiner in Celle erworbenen Englischkenntnisse. Am 13. Oktober 1830 schiffte er sich in Bremerhaven auf der „Massachusetts“ ein, die nach über 9 Wochen am 19. Dezember in New York eintraf.

### Soldat und Pelzhändler
Eugen suchte in New York nach einer Stelle als Lehrer, aber für Intellektuelle wie ihn standen die Berufschancen denkbar schlecht, denn in der Neuen Welt wurden Praktiker gebraucht. Nach 8 Wochen in New York hatte Eugen das Kapital des Kreditbriefs aufgebraucht, ohne dass er einen Job gefunden hatte. In seiner Not entschied er sich, als Freiwilliger ins Militär einzutreten. Im April 1831 unterschrieb er in Philadelphia seine Verpflichtungserklärung.
Während seiner fünfjährigen Dienstzeit war er an zwei Stützpunkten in Indianergebieten des nördlichen Mittelwestens stationiert, in Fort Crawford bei Prairie du Chien und in Fort Snelling, beide am Oberen Mississippi. Der Militärdienst behagte Eugen nicht, aber ein Versuch, wegen seiner Kurzsichtigkeit entlassen zu werden, schlug fehl. Er wurde zum Kompaniefeldwebel ernannt und auf Grund seiner Bildung zum Verwalter der Lagerbibliothek bestimmt.

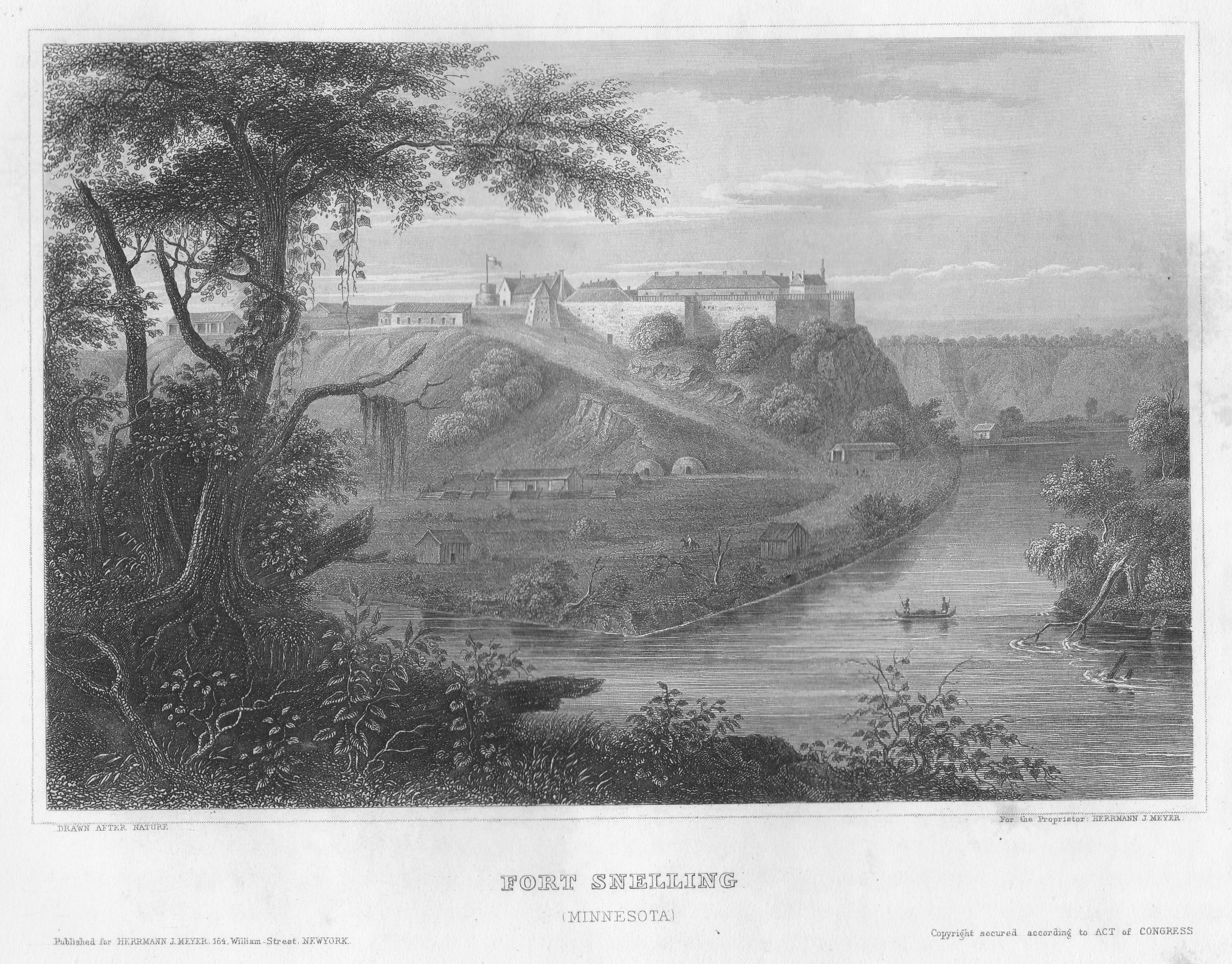
Fort Snelling, um 1850.
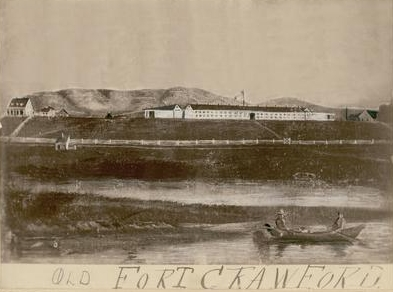
Fort Crawford, um 1840.

Während seiner Dienstzeit vollzog sich mit Eugen eine innere Wandlung. Er wurde tief religiös, eine Haltung, die sein Leben hinfort bestimmte, und trat 1835 der Presbyterianischen Kirche bei. Nach seiner Entlassung 1836 wollte er Missionar werden, aber seine Bewerbung bei der Auslandsmissionsgesellschaft wurde abgelehnt. Er fand Arbeit als Pelzhändler, lernte die Sprache der Sioux und unterstützte den Missionar Thomas Smith Williamson bei der Übersetzung der Bibel aus dem Französischen in die Sioux-Sprache.

### Unternehmer und Bankier

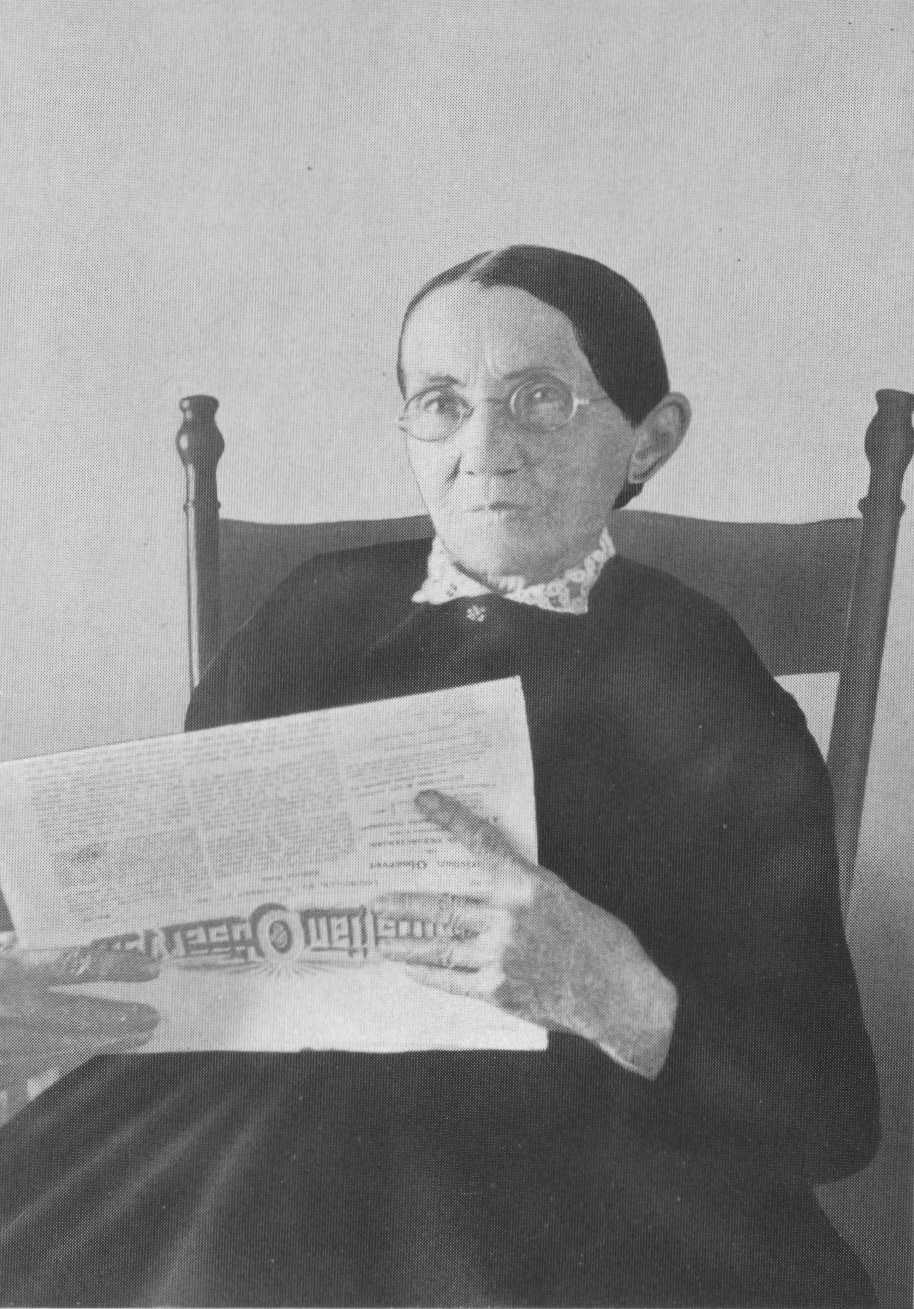
Henrietta Gauß geb. Fawcett.

Eugen sollte das Erbteil seiner Mutter, die 1831 gestorben war, laut Testament nur dann erhalten, wenn er sich bis 1838 „wahrhaft gebessert“ habe. Da Gauß von Eugens Besserung überzeugt war, übersandte er ihm Ende 1839 das verzinste Erbteil in Höhe von 5100 Goldtalern. Mit diesem Grundkapital eröffnete Eugen in St. Charles in Missouri ein Geschäft. Er betrieb eine Getreide- und eine Sägemühle und betätigte sich im Holzhandel. Eugen hatte sich anders als viele Deutsche schnell amerikanisiert und erwarb 1840 oder 1844 die amerikanische Staatsbürgerschaft. Seine Geschäfte entwickelten sich gut, und 1844 heiratete er die sechs Jahre jüngere, vermögenlose Henrietta Fawcett (1817–1909) aus einer Hugenottenfamilie, die ihm sieben Kinder schenkte. 1860 errichtete Eugen in St. Charles in 701 Clark Street ein großes Backsteinhaus mit Rasen, Gärten und Obstplantage, wo die Familie in Komfort und Wohlstand lebte. Eugen war nacheinander Mitglied verschiedener presbyterianischer Kirchen und führte ein frommes, religiöses Leben.
Eugens Bruder Wilhelm Gauß war 1837 ebenfalls in die USA eingewandert und hatte sich verschiedenenorts in Missouri niedergelassen, bevor er sich 1856 als Schuhgroßhändler endgültig in St. Louis in der Nähe von St. Charles festsetzte. Eugen gründete die First National Bank in St. Charles, deren Präsident er von 1863 bis 1870 war. Im Sezessionskrieg stand Missouri auf Seiten der Unionsstaaten, aber Abtrünnige kämpften für die Sache der Konföderation, so dass die politischen Verhältnisse äußerst unsicher waren. Kurz vor Ende des Kriegs trug sich Eugen deshalb mit dem Gedanken, Missouri zu verlassen, eine Absicht, die er jedoch nicht verwirklichte.

### Lebensabend

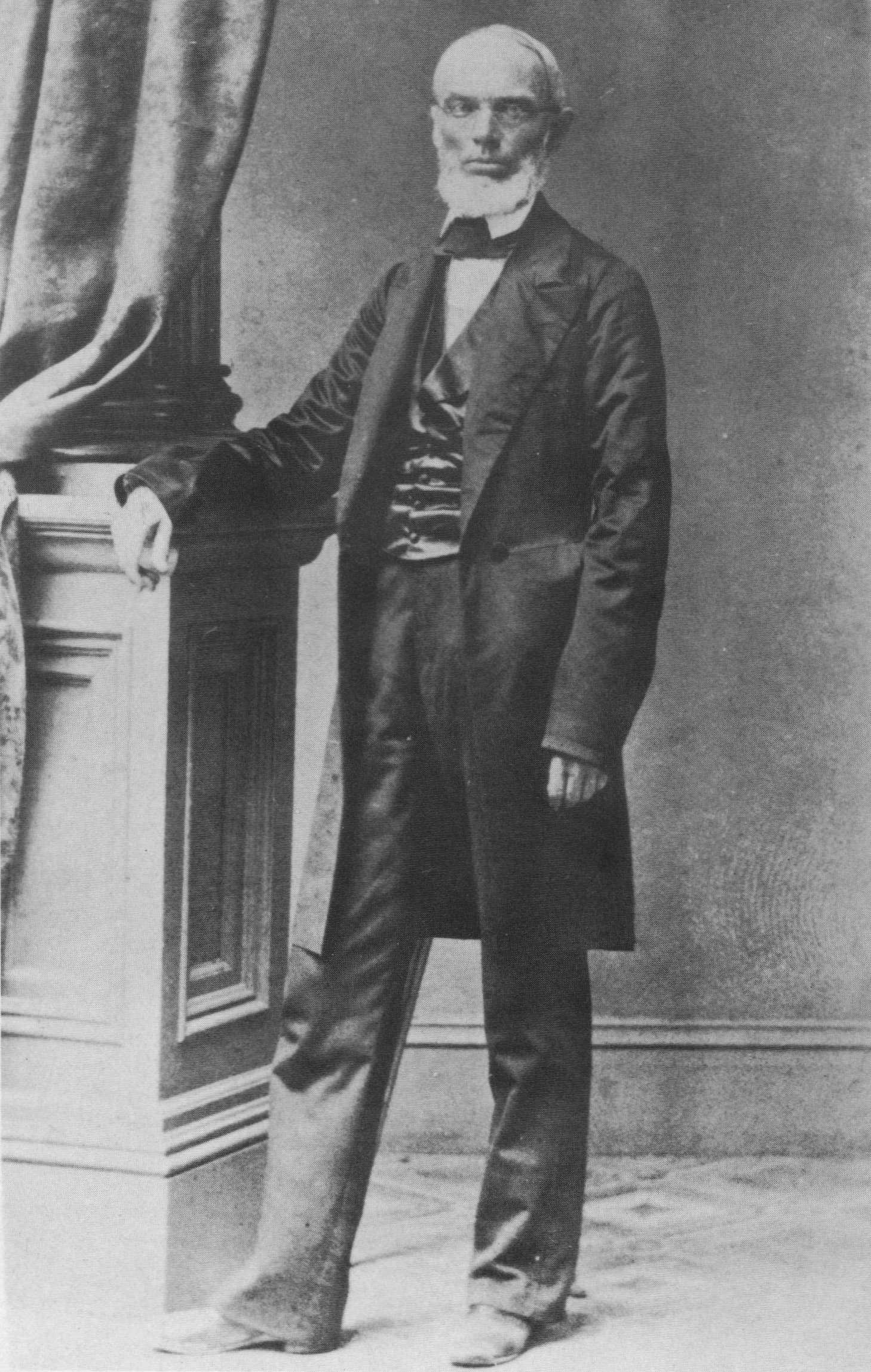
Eugen Gauß.

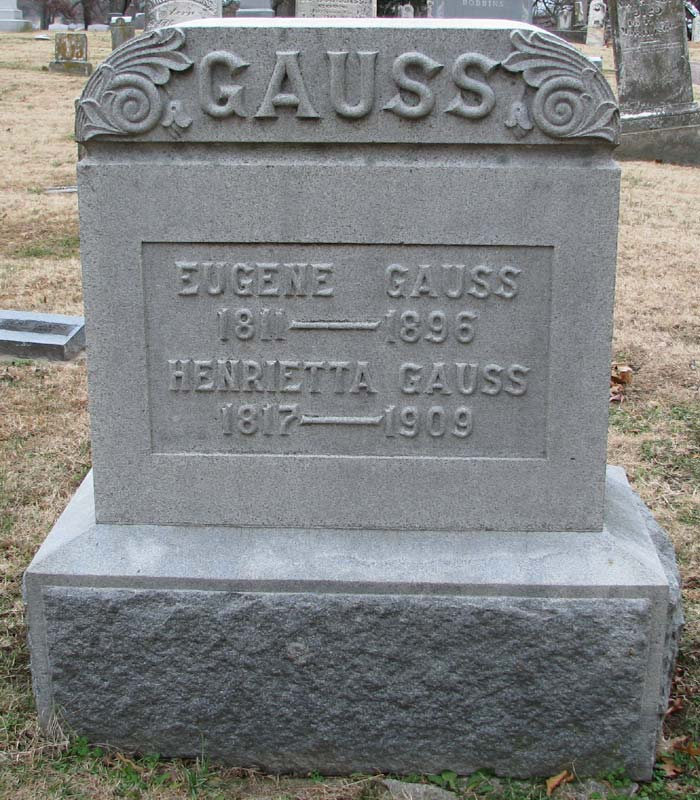
Grab von Eugen und Henrietta Gauß.

1885 kaufte Eugen als Alterssitz eine Farm in der Nähe von Columbia, Missouri, etwa 170 Kilometer westlich von St. Charles, wo er und seine Frau ihren Lebensabend verbrachten. Eugen war seit seiner Jugend wie sein Vater kurzsichtig, ab den späten 1860er Jahren nahm seine Sehfähigkeit immer mehr ab und im Alter von über 80 Jahren verlor er sein Augenlicht fast vollständig. In den ihm verbleibenden Lebensjahren hielt er sich geistig auf der Höhe, indem er sich vorlesen ließ – und durch Kopfrechnen, denn er hatte die Zahlenanschauung seines Vaters geerbt. So rechnete er aus, auf welchen Betrag ein Kapital von 1 Dollar seit der Zeit Adams, also nach seinen religiösen Vorstellungen vor etwa 6000 Jahren, bei einem Zinssatz von 4 % angewachsen wäre. Diese Rechnung führte er während einiger Tage im Kopf aus, lediglich die 30-stelligen Zwischenergebnisse ließ er von Zeit zu Zeit durch seinen Sohn Theodore aufzeichnen.
Eugen Gauß starb am 4. Juli 1896 im Alter von fast 85 Jahren auf seiner Farm. Seine 6 Jahre jüngere Frau Henrietta überlebte ihn um 13 Jahre. Sie starb ebenfalls auf der Farm im Alter von 92 Jahren am 24. November 1909. Beide sind in einem gemeinsamen Grab auf dem Friedhof Oak Grove Cemetery in St. Charles begraben.
Eugen war das letzte überlebende Kind seines Vaters, der 1855 gestorben war. Er hatte Eugen nach seiner Auswanderung noch als „Taugenichts in Amerika, der meinen Namen entehrt“ beschimpft, aber im Gegensatz zu allen Befürchtungen war Eugen zu einem hochgeachteten und wirtschaftlich erfolgreichen Bürger seiner neuen Heimat geworden. Gauß’ Töchter waren kinderlos geblieben und starben 1840 und 1864 an Schwindsucht wie Gauß’ Frau Minna. Gauß’ Lieblingssohn Joseph, der in Deutschland geblieben war, starb 1873 als Oberbaurat der Eisenbahndirektion Hannover und hinterließ einen Sohn, den einzigen Gauß-Nachkommen in Deutschland. Aus den Ehen der beiden „amerikanischen“ Gauß-Söhne gingen 15 Kinder hervor, auf die eine weit verzweigte Nachkommenschaft zurückgeht.

## Elterliches Erbe

### Mütterliches Erbe
Eugens Mutter Minna Gauß litt an der zu ihrer Zeit noch tödlichen Schwindsucht, und die letzten neun Jahre bis zu ihrem Tod am 12. September 1831 waren von schrecklichen Leiden und von Hoffnungslosigkeit geprägt. Im Jahr ihres Todes setzte sie am 20. Januar ihr Testament auf. Ihren Sohn Eugen enterbte sie „gänzlich“ wegen seines „schlechten Lebenswandels“. 4500 Reichstaler des hinterlassenen Kapitals sollten unter ihren Kindern Wilhelm und Therese aufgeteilt werden, der Rest des Kapitals unter allen drei Kindern. Wenn sich Eugen „wahrhaft gebessert hat“, sollte er ab 1838 die Zinsen, ab 1843 seinen Anteil am Kapital erhalten. Da Gauß 1839 von Eugens Besserung überzeugt war, übersandte er ihm sein verzinstes Erbteil in Höhe von 5100 Goldtalern. Dieses Grundkapital ermöglichte Eugen die Gründung eines Geschäfts, das ihm und seiner Familie ein Leben in Wohlstand ermöglichte.

### Väterliches Erbe

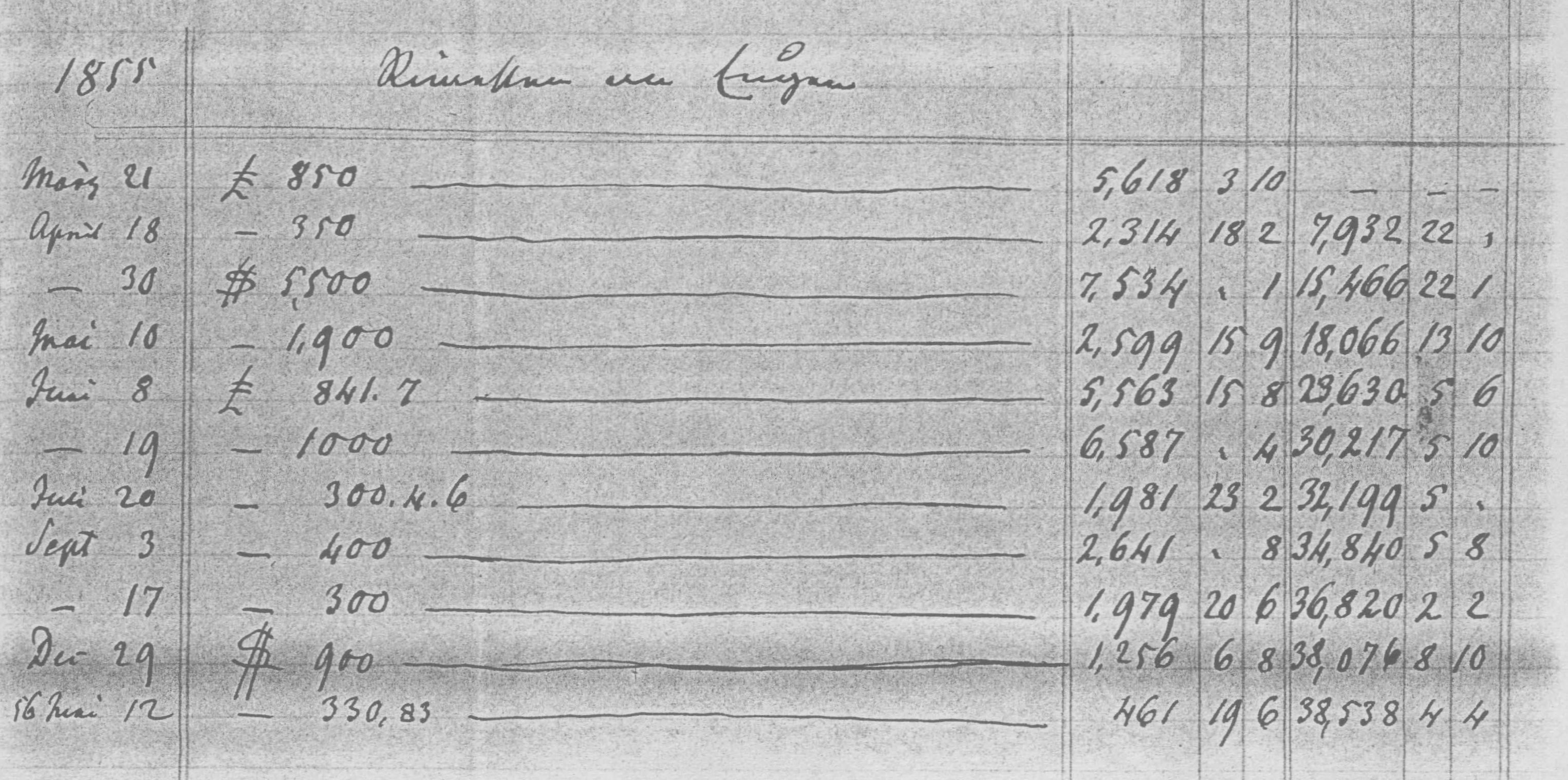
Joseph Gauß: Wechsel (Rimessen) an Eugen Gauß zur Abgeltung des väterlichen Erbteils. 3. Spalte von rechts: kumulierter Betrag in Reichstalern.

Sein Vater, Carl Friedrich Gauß, war der bestverdienende Professor der Universität Göttingen. Er hatte sein Geld in Staatsanleihen und Darlehen angelegt und verwandte sein mathematisches Genie und seine hohe Sachkenntnis dazu, sein Vermögen beständig zu vermehren. Auf Grund seiner ärmlichen Herkunft litt er unter der ständigen Furcht, alles zu verlieren und urplötzlich ohne Vermögen dazustehen. Seine Kinder bekamen seinen Geiz oft peinlich zu spüren in einer Zeit, in der sie der väterlichen Unterstützung bedurft hätten. Bei seinem Tod war Gauß nach heutigen Verhältnissen mehrfacher Euromillionär, wenn man die Wertansätze der Deutschen Bundesbank zugrunde legt.
Als Carl Friedrich Gauß 1855 starb, lebten noch vier seiner Kinder, Joseph, Eugen, Wilhelm und Therese, die sich das Erbe teilten. Die Ausführung der Teilung hatte Gauß in einer testamentarischen Verfügung 1854 seinem ältesten Sohn Joseph übertragen. Im Fall der beiden in Amerika lebenden Söhne war dies mit einem riesigen, zeitintensiven Aufwand verbunden, den Joseph selbstlos auf sich nahm. Eugens Anteil an dem väterlichen Erbe belief sich bei der Endabrechnung auf fast 39.000 Reichstaler Kurant, dies entspricht nach dem Wertansatz der Deutschen Bundesbank zwischen 900.000 und einer Million Euro.

### Deutsche Literatur
- Kurt-R. Biermann: Zwei Aussteiger und eine Science-Fiction. In: Kultur & Technik, 1989, Seite 158–159, pdf.
- Menso Folkerts: C. F. Gauß und seine Söhne. Gauß’ Söhne (Joseph, 1806–1873; Eugen, 1811–1896; Wilhelm, 1813–1879). Vortrag zur Eröffnung der Gauß-Ausstellung 2005 im Landesmuseum Braunschweig, Manuskript. Braunschweig, 2005.
- Theo Gerardy: C. F. Gauß und seine Söhne. In: Mitteilungen der Gauß-Gesellschaft Göttingen, Jahrgang 3, 1966, Seite 25–35.
- Daniel Kehlmann: Die Vermessung der Welt: Roman. Reinbek bei Hamburg : Rowohlt, 2005, Seite 215–234.
- Heinrich Mack (Herausgeber): Carl Friedrich Gauß und die Seinen. Festschrift zu seinem 150. Geburtstage. Braunschweig: Appelhans, 1927, Seite 106–120, 125, Tafel X, Abbildung.
- Horst Michling: Carl Friedrich Gauß. Episoden aus dem Leben des Princeps mathematicorum. Göttingen : Göttinger Tageblatt, 2005, Seite 115–122.
- Joseph Weinberger: Carl Friedrich Gauß 1777–1855 und seine Nachkommen. In: Archiv für Sippenforschung und alle verwandten Gebiete, Jahrgang 43/44, 1977/1978, Heft 66, Seite 73–98.

### Amerikanische Literatur
- Florian Cajori: Carl Friedrich Gauss and his Children. In: Science, New Series, Jahrgang 9, 1899, Seite 697–704.
- Susan Chambless: Gauss, Eugene (1811–1896). In: Gauss’ Children.
- G. Waldo Dunnington: Carl Friedrich Gauss. Titan of Science. A Study of his Life and Work. New York: Exposition Press, 1955, Seite 365–372, 102, 221, 236, 311, 356–357.
- William B. Fawcett, Jr.: A History of the Fawcetts and Related Families in America, Chapter 4: Biographies of Relatives. Part 1 (A–G), online.
- Brief von Charles Henry Gauss an Florian Cajori, Columbia, Missouri, 21. Dezember 1898, über seinen Vater Eugen Gauß, online.
- Brief von Robert Gauss an Felix Klein, Denver, Colorado, 3. September 1912, über Eugen und Wilhelm Gauß, online.
- Nachrufe auf Mitglieder der Gauß-Familie, 2003, online.

### Dokumente
- Minna Gauß geb. Waldeck, Testament, Göttingen, 20. Januar 1831, Abschrift: Braunschweig, Stadtarchiv, G IX 21: 4, Familienpapiere Waldeck, Nr. 2–5.
- Brief von Carl Friedrich Gauß an Minna Ewald geb. Gauß, Göttingen, 31. Dezember 1839, Gauß-Briefdatenbank.
- Carl Friedrich Gauß, Testamentarische Verfügung, Göttingen, Dezember 1854, Abschrift: Stadtarchiv Braunschweig, G IX 21: 23 Nr. 4.
- Joseph Gauß, Verzeichnis der Rimessen für Wilhelm Gauß, ohne Ort, 9. Juni 1856, Handschrift: Stadtarchiv Braunschweig, G IX 21: 23 Nr. 69.